# パトリック・ユーイング
パトリック・アロイシャス・ユーイング（Patrick Aloysius Ewing , 1962年8月5日 - ）は、ジャマイカ・キングストン出身の元プロバスケットボール選手。NBAのニューヨーク・ニックスなどで活躍した。ポジションはセンター。リーグを代表するセンタープレイヤーの一人として現役時代を過ごした。
1984年と1992年のオリンピック金メダリスト。1996年にはNBA50周年を記念した「50人の偉大な選手」に選ばれるなど、歴史に名を残す名選手と考えられている。ニューヨーク・ニックスを強豪チームへと押し上げ、同フランチャイズ史上最も偉大な選手の1人と考えられているが、優勝には届かぬまま2002年に引退した。2008年に殿堂入り。

## 大学時代まで
ジャマイカのキングストンに生まれ、12歳のときに家族とともにアメリカのマサチューセッツ州ケンブリッジに移る。本人は移住当初アメリカでの生活になかなか馴染めなかったと述懐している。
少年時代から長身であり、中学時代にバスケットボールを始めている。高校時代には名の知れた選手になっており、様々な大学から勧誘を受けジョージタウン大学進学を決意する。
ジョン・トンプソン監督が率いるチームでユーイングは華々しい活躍を見せ、特にディフェンスでの評価が高かった。ジョージタウン大は1983年から3年連続でNCAAの準決勝に進み、1984年にはアキーム・オラジュワンを擁するヒューストン大学を破り優勝、ユーイングはトーナメントの最優秀選手に選ばれた。1985年にはネイスミス賞を受賞。
大学界で最も優秀な選手の一人だったユーイングは、1984年ロサンゼルスオリンピックにアメリカ代表として出場（この頃にはアメリカに帰化していた）、金メダルを獲得した。

## 現役時代

### キャリア初期
1985年に教養の学位（Bachelor of Arts）を取り大学を卒業、ドラフト全体1位でニューヨーク・ニックスに指名された。以後キャリアのほとんどをニックスで過ごす。
最初のシーズンは怪我で50試合の出場にとどまったが、1試合平均20得点、9リバウンドをあげルーキー・オブ・ザ・イヤー（新人王）を受賞。以後シーズンごとに少しずつ成績を伸ばしていき、1988年からはオールNBAセカンドチームに、平均28.6得点、10.9リバウンドをあげた1990年にはオールNBAファーストチームに選出された。
ニックスは1987年に就任したリック・ピティーノのもと勝ち星を増やしていったが、ようやく出場した1988年のプレイオフでは1回戦でボストン・セルティックスに1勝3敗で敗退、翌シーズンはシカゴ・ブルズに2勝4敗で敗れている。
続く2シーズンはチーム成績が振るわなかったが、この時期を前後してニックスは1990年代にチームの中核となる選手を獲得している。1987年にはドラフトでポイントガードのマーク・ジャクソンを指名、1988年には屈強なディフェンダーのチャールズ・オークレーを獲得し、1990年には起爆剤的なムードメーカージョン・スタークスをCBAから拾い上げている。

### キャリア中期

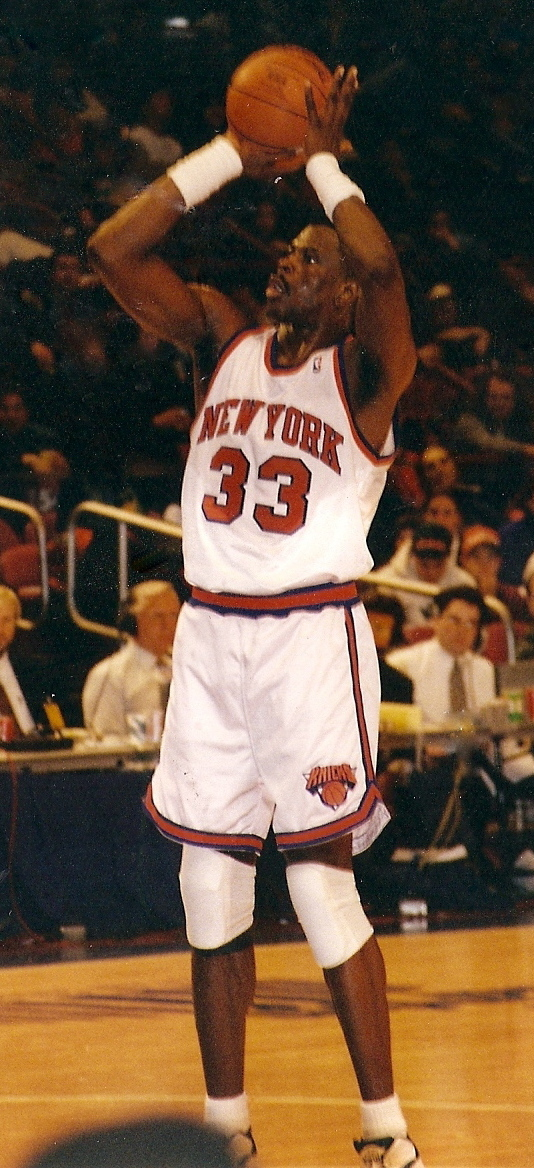
1995年頃のユーイング

1991年にパット・ライリーが監督に就任。これを機に、ニックスは次第にリーグを代表する強豪に成長していくことになる。1980年代にロサンゼルス・レイカーズの華やかな「ショータイム」を演出したライリーは、ニックスを全く正反対の志向を持つチームに育て上げる。ライリーのニックスは、地味で時には激しいディフェンスで他チームを苦しめた。
しかしプレイオフではマイケル・ジョーダン率いるシカゴ・ブルズを追い詰めるものの倒すには至らず、3年連続でブルズに敗れている。
ジョーダンが引退した1994年のプレイオフでは、ユーイングとニックスにようやくチャンスが訪れる。カンファレンス・セミファイナルではスコッティ・ピッペン率いるブルズを第7戦で下し、続くカンファレンス・ファイナルではレジー・ミラーやリック・スミッツらに苦しめられながらもインディアナ・ペイサーズを7戦で退ける。
ニックスは約20年ぶりにNBAファイナルに進出、1973年以来の優勝を狙うこととなった。対戦相手はヒューストン・ロケッツで、チームのエースは大学時代のライバルアキーム・オラジュワンだった。シリーズは両チームとも100点を超えることのないディフェンシブな展開となり、最終の第7戦までもつれ込んだ。スタークスの乱調もあってニックスは最終戦を落とし、ユーイングは生涯最大のチャンスを逃してしまう。
翌1994-95シーズンのプレイオフ、ニックスはカンファレンス・セミファイナルでインディアナ・ペイサーズに敗れ、優勝への道を閉ざされる。このシーズンが終わると、ライリー監督はチームを去った。
続く1995-96シーズンよりニックスはジェフ・ヴァン・ガンディー監督の時代に入る。その後数シーズンの間ユーイングはリーグを代表する選手であり続け、チームも何度かカンファレンス・セミファイナルまで到達するものの、優勝を伺うには至らなかった。

### キャリア末期
1990年代末期に近づくと、30代後半に入っていたユーイングは徐々に衰えを見せ始め、怪我も多くなっていく。チームは新たに加わったアラン・ヒューストンやマーカス・キャンビー、ラトレル・スプリーウェルなど走力のある選手が中核を占めるようになった。
ロックアウトで短縮された1998-99シーズン、ニックスはカンファレンス8位であり辛うじてのプレイオフ進出だった。ところが、ラトレル・スプリーウェルらが奮起し、大方の予想に反してトーナメントを勝ち進み、ニックスは再びNBAファイナルに進出する。しかしこの時2度目のチャンスを迎えたはずのユーイングは足首の負傷により戦列を離れていた。
このプレイオフの期間中、マスコミはユーイングに対して批判を行うようになっていた。ユーイングがいない時の方がチームは走るゲームを展開できるようになり、それがプレイオフを勝ち上がった要因というものだった。NBAファイナルはティム・ダンカンが頭角を現してきたサンアントニオ・スパーズがニックスを4勝1敗で下し、優勝を決めた。
怪我と年齢により個人成績が下がっていたユーイングを、ニックスは2000年についにトレードに出した。シアトル・スーパーソニックスでは1試合平均26分、翌シーズンのオーランド・マジックでは平均13分出場。マジックでのシーズン終了後、ユーイングは引退し17年の選手生活を終えた。

## プレースタイルと業績
大学時代のユーイングはディフェンスが優れた選手として知られていた。プロ入りすると、ユーイングは得点でも優れた面を見せるようになった。ゴール下に強いだけでなく、ユーイングはジャンプショットが巧みな選手でもあり、中距離からのシュートは高確率で沈めた。そして、長身選手にしてはフリースローも上手で、オラジュワンやロビンソンなど同年代を活躍したビッグマン達と共に優秀なスコアラーの一人であった。
また、ユーイングはニューヨーク・ニックスが久しぶりに得たスーパースター級の選手だった。ニックスを1970年代初期以来のNBAファイナル進出に導いたのみならず、得点、リバウンド、スティール、ブロックなどでニックス歴代最高の記録を持っている。ニックス在籍時には批判も多く受けたユーイングではあるが、ユーイング退団後はチームも低迷。ファンやメディアもユーイングの実力を再認識し、トレードにより他チームの選手になっても、ニューヨークを訪れると会場のファンはユーイングを大歓迎した。
2003年2月にユーイングの背番号33がニックスの永久欠番になった時にも、ファンは大歓声でユーイングを迎えた。
生涯通算得点は24,815点、リバウンドは11,607本、ブロックは2,894本。1994年のNBAファイナルでは、ファイナル記録となる通算30ブロックをあげている。
1992年には、ドリームチームの一員としてバルセロナオリンピックに参加、2つめの金メダルを獲得している。

## 個人成績

### レギュラーシーズン
| シーズン     | チーム       | GP    | GS    | MPG  | FG%  | 3P%  | FT%  | RPG  | APG | SPG | BPG | PPG  |
| ------------ | ------------ | ----- | ----- | ---- | ---- | ---- | ---- | ---- | --- | --- | --- | ---- |
| 1985–86      | NYK          | 50    | 50    | 35.4 | .474 | .000 | .739 | 9.0  | 2.0 | 1.1 | 2.1 | 20.0 |
| 1986–87      | NYK          | 63    | 63    | 35.0 | .503 | .000 | .713 | 8.8  | 1.7 | 1.4 | 2.3 | 21.5 |
| 1987–88      | NYK          | 82    | 82    | 31.0 | .555 | .000 | .716 | 8.2  | 1.5 | 1.3 | 3.0 | 23.2 |
| 1988–89      | NYK          | 80    | 80    | 36.2 | .567 | .000 | .746 | 9.3  | 2.4 | 1.5 | 3.5 | 22.7 |
| 1989–90      | NYK          | 82    | 82    | 38.6 | .551 | .250 | .775 | 10.9 | 2.2 | 1.0 | 4.0 | 28.6 |
| 1990–91      | NYK          | 81    | 81    | 38.3 | .514 | .000 | .745 | 11.2 | 3.0 | 1.0 | 3.2 | 26.6 |
| 1991–92      | NYK          | 82    | 82    | 38.4 | .522 | .167 | .738 | 11.2 | 1.9 | 1.1 | 3.0 | 24.0 |
| 1992–93      | NYK          | 81    | 81    | 37.1 | .503 | .143 | .719 | 12.1 | 1.9 | 0.9 | 2.0 | 24.2 |
| 1993–94      | NYK          | 79    | 79    | 37.6 | .496 | .286 | .765 | 11.2 | 2.3 | 1.1 | 2.7 | 24.5 |
| 1994–95      | NYK          | 79    | 79    | 37.0 | .503 | .286 | .750 | 11.0 | 2.7 | 0.9 | 2.0 | 23.9 |
| 1995–96      | NYK          | 76    | 76    | 36.6 | .466 | .143 | .761 | 10.6 | 2.1 | 0.9 | 2.4 | 22.5 |
| 1996–97      | NYK          | 78    | 78    | 37.0 | .488 | .222 | .754 | 10.7 | 2.0 | 0.9 | 2.4 | 22.4 |
| 1997–98      | NYK          | 26    | 26    | 32.6 | .504 | .000 | .720 | 10.2 | 1.1 | 0.6 | 2.2 | 20.8 |
| 1998–99      | NYK          | 38    | 38    | 34.2 | .435 | .000 | .706 | 9.9  | 1.1 | 0.8 | 2.6 | 17.3 |
| 1999–2000    | NYK          | 62    | 62    | 32.8 | .435 | .000 | .731 | 9.7  | 0.9 | 0.6 | 1.4 | 15.0 |
| 2000–01      | SEA          | 79    | 79    | 26.7 | .430 | .000 | .685 | 7.4  | 1.2 | 0.7 | 1.2 | 9.6  |
| 2001–02      | ORL          | 65    | 4     | 13.9 | .444 | .000 | .701 | 4.0  | 0.5 | 0.3 | 0.7 | 6.0  |
| 通算         | 通算         | 1,183 | 1,122 | 34.3 | .504 | .152 | .740 | 9.8  | 1.9 | 1.0 | 2.5 | 21.0 |
| オールスター | オールスター | 9     | 3     | 17.8 | .537 | .000 | .692 | 6.7  | 0.8 | 1.2 | 1.8 | 11.8 |

### プレーオフ
| シーズン | チーム | GP  | GS   | MPG  | FG%   | 3P%  | FT%  | RPG  | APG | SPG  | BPG  | PPG  |
| -------- | ------ | --- | ---- | ---- | ----- | ---- | ---- | ---- | --- | ---- | ---- | ---- |
| 1988     | NYK    | 4   | 4    | 38.3 | .491  | .000 | .864 | 12.8 | 2.5 | 1.5  | 3.3* | 18.8 |
| 1989     | 9      | 9   | 37.8 | .486 | –     | .750 | 10.0 | 2.2  | 1.0 | 2.0  | 19.9 |      |
| 1990     | 10     | 10  | 39.5 | .521 | .500  | .820 | 10.5 | 3.1  | 1.3 | 2.0  | 29.4 |      |
| 1991     | 3      | 3   | 36.7 | .400 | –     | .778 | 10.0 | 2.0  | 0.3 | 1.7  | 16.7 |      |
| 1992     | 12     | 12  | 40.2 | .456 | .000  | .740 | 11.1 | 2.3  | 0.6 | 2.6  | 22.7 |      |
| 1993     | 15     | 15  | 40.3 | .512 | 1.000 | .638 | 10.9 | 2.4  | 1.1 | 2.1  | 25.5 |      |
| 1994     | 25     | 25  | 41.3 | .437 | .364  | .740 | 11.7 | 2.6  | 1.3 | 3.0  | 21.9 |      |
| 1995     | 11     | 11  | 36.3 | .513 | .333  | .686 | 9.6  | 2.5  | 0.5 | 2.3  | 19.0 |      |
| 1996     | 8      | 8   | 41.0 | .474 | .500  | .651 | 10.6 | 1.9  | 0.1 | 3.1* | 21.5 |      |
| 1997     | 9      | 9   | 39.7 | .527 | .000  | .643 | 10.6 | 1.9  | 0.3 | 2.4  | 22.6 |      |
| 1998     | 4      | 4   | 33.0 | .357 | –     | .593 | 8.0  | 1.3  | 0.8 | 1.3  | 14.0 |      |
| 1999     | 11     | 11  | 31.5 | .430 | –     | .593 | 8.7  | 0.5  | 0.6 | 0.7  | 13.1 |      |
| 2000     | 14     | 14  | 32.9 | .418 | –     | .697 | 9.5  | 0.4  | 1.1 | 1.4  | 14.6 |      |
| 2002     | ORL    | 4   | 0    | 16.8 | .320  | .000 | .588 | 5.5  | 1.0 | 0.3  | 1.0  | 6.5  |
| 通算     | 通算   | 139 | 135  | 37.5 | .469  | .348 | .718 | 10.3 | 2.0 | 0.9  | 2.2  | 20.2 |

### キャリアハイ
| カテゴリ               | 記録 | 所属チーム             | 対戦相手                     | 日付           |
| ---------------------- | ---- | ---------------------- | ---------------------------- | -------------- |
| 得点                   | 51   | ニューヨーク・ニックス | vs. ボストン・セルティックス | 1990           |
| フィールドゴール成功数 | 22   | ニューヨーク・ニックス | vs. シャーロット・ホーネッツ | 1990年12月1日  |
| フィールドゴール試投数 | 37   | ニューヨーク・ニックス | at サンアントニオ・スパーズ  | 1991年3月26日  |
| 3ポイント成功数        | 1    | ニューヨーク・ニックス | 同率19チーム                 |                |
| 3ポイント試投数        | 3    | ニューヨーク・ニックス | 同率2チーム                  |                |
| フリースロー成功数     | 18   | ニューヨーク・ニックス | vs. インディアナ・ペイサーズ | 1991年1月10日  |
| フリースロー試投数     | 23   | ニューヨーク・ニックス | 同率2チーム                  |                |
| オフェンスリバウンド   | 11   | ニューヨーク・ニックス | vs. ミルウォーキー・バックス | 1996年2月20日  |
| ディフェンスリバウンド | 22   | ニューヨーク・ニックス | vs. マイアミ・ヒート         | 1992年12月19日 |
| トータルリバウンド     | 26   | ニューヨーク・ニックス | vs. マイアミ・ヒート         | 1992年12月19日 |
| アシスト               | 11   | ニューヨーク・ニックス | vs. シャーロット・ホーネッツ | 1996年4月19日  |
| スティール             | 5    | ニューヨーク・ニックス | 同率4チーム                  |                |
| ブロック               | 9    | ニューヨーク・ニックス | 同率4チーム                  |                |
| 出場時間               | 54分 | ニューヨーク・ニックス | at アトランタ・ホークス      | 1991年12月7日  |

## その他
- 選手会会長

1997年から4年間、ユーイングは選手協会の会長であり、NBA選手を代表する立場にあった。1998-99シーズンには、選手協会とチームのオーナー側との間の労使関係（主に年俸について）の話し合いが決着に至らず、チーム側が選手を施設から閉め出すというロックアウトがNBA史上初めて現実のものとなった。シーズン開幕の時期から4か月遅れの1999年2月にようやく両者は妥協に至り、50試合のシーズンを行うという異例の事態となった。
- 人柄

ユーイングは滅多にマスコミのインタビューを受けない選手だった。また喫煙する人をあからさまに避けることもよくあったという。
一方で気前の良い面もあった。1992年のオリンピック前の時期には、ともに怪我で練習を休んでいたラリー・バードやたまたま近くにいた見知らぬ人に対し、突然高価な飲食物を奢ったというエピソードもある。
また、NBAシーズン開幕直前にはニックスの「優勝宣言」をするのも彼の例年の習慣だった。
大学の後輩であるアロンゾ・モーニングが腎臓疾患にかかった時、臓器提供に名乗りを上げたことがある。
- CM

日本の進研ゼミ（ベネッセコーポレーション）のCMに出演。中学生時代の田臥勇太と共演した。
- 引退後

引退後のユーイングは監督業の道を歩んでいる。2002年に引退すると、ユーイングはワシントン・ウィザーズでアシスタント・コーチの職に就いた。その後はヒューストン・ロケッツに移り、姚明の指導に当たった。その後もオーランド・マジックで主にドワイト・ハワードの指導に当たるなど同様の仕事を続けた。2013年から4年間はシャーロット・ホーネッツのコーチを務めた。2017年4月4日、母校ジョージタウン大学のヘッドコーチ就任が発表された。
- ジュニア

息子であるパトリック・ユーイング・ジュニアもバスケットボールプレイヤーである。父と同じジョージタウン大学のバスケットボールチームで父の了承を得て父と同じ背番号33をつけてプレーした。そして2008-2009シーズンより父と同じニックスに入団している。
- 日本との関係

ジョージタウン時代の同級生に政治家の河野太郎がいる。同大学の後輩に牧原秀樹、並河健などがいる。